# 키예프의 올가
올가(교회 슬라브어: Ольга, 고대 노르드어: Helga 헬가, 890년경 ~ 969년 7월 11일)는 키예프 루스의 공비이자 여공(945년 ~ 963년경)이다. 류리크 왕조 출신이며 동방 정교회(러시아 정교회, 우크라이나 정교회), 로마 가톨릭교회, 동방 가톨릭교회(우크라이나 그리스 가톨릭교회)의 성인이기도 하다.

## 생애
오늘날 러시아의 프스코프 지역에서 태어났으며, 903년경에 프스코프에서 키예프 루스의 2대 대공인 이고르 류리코비치와 결혼했다. 942년에는 아들인 스뱌토슬라프 1세를 낳았다. 945년에 남편인 이고리 류리코비치가 동슬라브족 계열 부족인 드레블랴네인들에 의해 살해당하자 당시 아직 너무 어렸던 아들인 스뱌토슬라프 1세를 대신하여 키예프 대공을 섭정 통치하였다.
올가는 이고리 류리코비치를 살해한 드레블랴네인들에게 4차례에 걸쳐서 복수하였다. 제1차 복수에서는 드레블랴네인 사신들을 태운 선박을 큰 구멍 속에 집어넣어서 생매장시켰고, 제2차 복수에서는 목욕을 권유한 드레블랴네인 귀족들을 욕실에 가둔 다음에 욕실 채로 불에 태워 죽였으며, 제3차 복수에서는 올가의 남편인 이고리 류리코비치를 추모하는 행사에 드레블랴네인들을 초대한 다음 술에 취한 드레블랴네인을 생매장시켰고, 마지막으로 제4차 복수에서는 오늘날 우크라이나의 코로스텐 지역이자 드레블랴네인이 거주하고 있던 마을인 이스코로스텐을 불로 태워 소각하였다. 이후 드레블랴네인들은 키예프 루스에 투항하게 된다.
스뱌토슬라프 1세가 성장한 이후에는 올가의 섭정이 끝나고 스뱌토슬라프 1세가 키예프 루스를 통치하였지만, 스뱌토슬라프 1세가 군사 원정에 나설 동안에는 손자들과 함께 군사 원정에 나간 스뱌토슬라프 1세 대신 키예프를 비롯한 본토를 통치했다. 969년 페체네그인이 키예프를 포위하던 와중에 키예프에서 병사했다.

## 루스인들의정교회개종 시도
올가 대공비는 957년에 동로마 제국의 수도였던 콘스탄티노폴리스에서 정교회 세례를 받았는데, 동로마 제국의 콘스탄티누스 7세 황제가 쓴 《의식의 서》(De Ceremoniis)에서는 올가가 정교회 세례를 받는 과정에서 있었던 행적이 묘사되어 있다. 올가의 정교회 세례는 키예프 루스가 동로마 제국의 지원을 통해 높은 수준의 문화와 인재를 획득하기 위한 정치적인 동기에서 성사된 것으로 추정된다.
959년에는 올가가 파견한 사절단이 신성 로마 제국의 오토 1세 황제를 만났다는 라틴어 문서 기록이 존재하는데, 기록에 의하면 올가는 오토 1세에게 키예프에 주교와 사제를 파견해 줄 것을 요청하였다고 한다. 초대 마그데부르크 주교를 역임한 티트마르 폰 메르제부르크(Thietmar von Merseburg)는 아달베르트 폰 프라크(Adalbert von Prag)를 키예프의 주교로 임명했지만 스뱌토슬라프 1세를 중심으로 슬라브 이교를 숭앙하던 세력들의 반발로 추방당하고 만다.
올가는 다른 루스인들에게도 정교회를 전파하려고 했는데, 아들인 스뱌토슬라프 1세에게도 정교회 세례를 권했지만 슬라브 이교를 숭앙하던 스뱌토슬라프 1세는 이를 거절하였다고 전해진다. 올가 시대에 루스인들의 정교회 개종은 개인적, 산발적인 차원에서 이루어졌으며, 루스인을 대상으로 이루어진 대규모 정교회 개종은 989년에 블라디미르 1세에 의해 이루어졌다.

## 사진

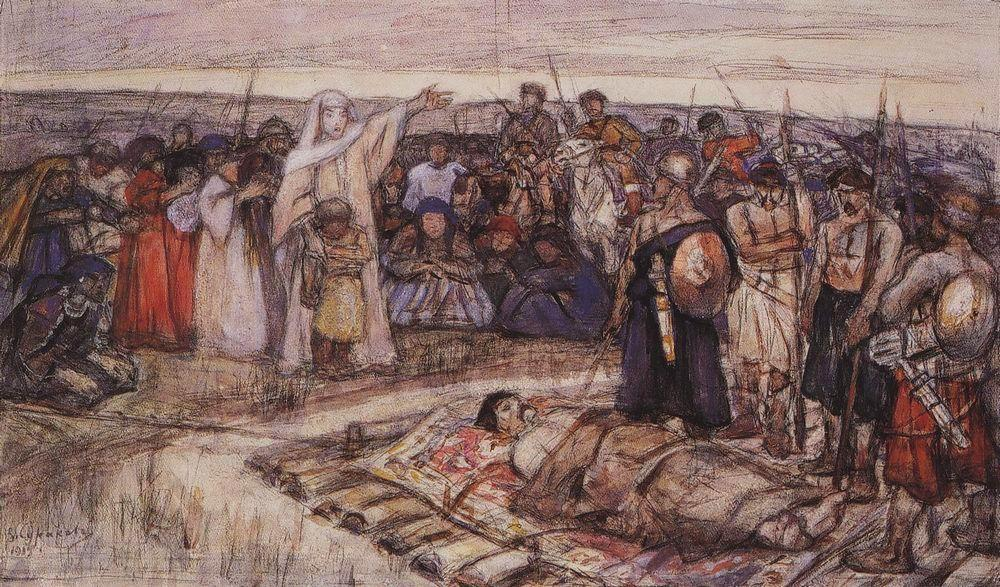
올가 대공비가 드레블랴네족들에 의해 살해당한 자신의 남편인 이고리 류리코비치 대공의 시신을 보고 있는 모습을 묘사한 바실리 수리코프의 그림 (1915년 제작)
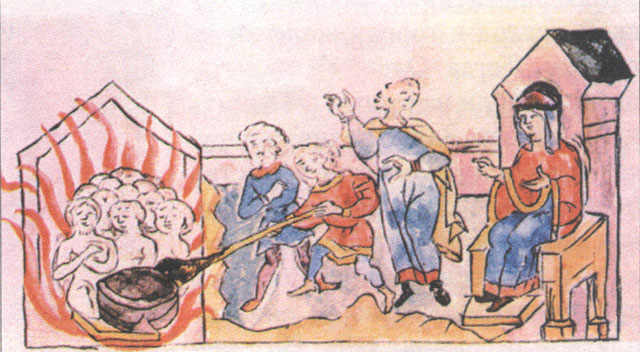
드레블랴네족들에 대한 올가 대공비의 복수를 묘사한 《라지비우 연대기》의 삽화
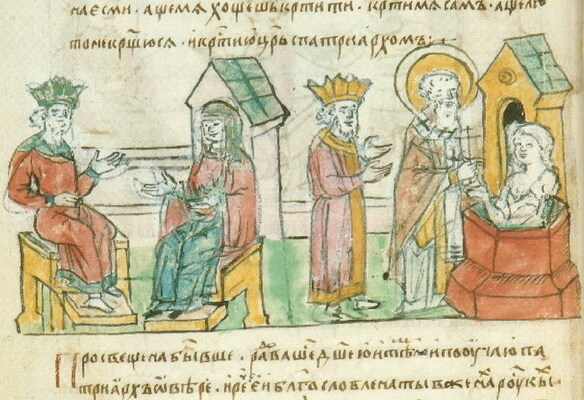
동로마 제국의 콘스탄티노폴리스에서 기독교 세례를 받는 올가 대공비를 묘사한 《라지비우 연대기》의 삽화
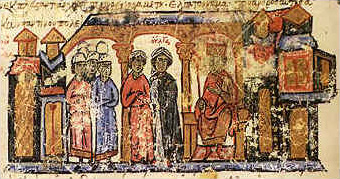
동로마 제국의 콘스탄티노폴리스를 방문한 올가 대공비와 시녀들을 묘사한 이오아니스 스킬리지스의 삽화 (11세기 제작)
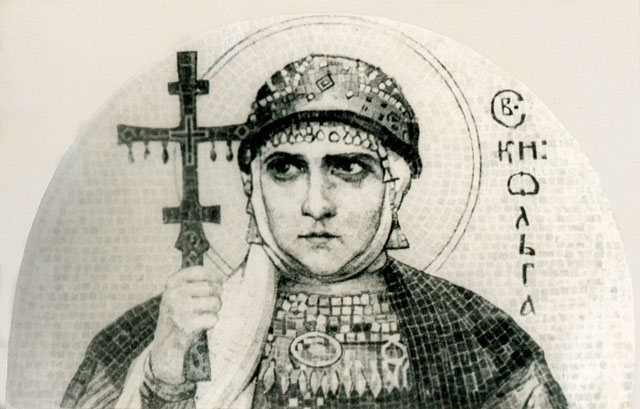
성녀 올가를 묘사한 니콜라이 레리흐의 모자이크 작품 (1915년 제작)

| 전임 이고리 류리코비치 | 키예프 대공 (섭정) 945년 ~ 963년경 | 후임 스뱌토슬라프 1세 |

## 같이 보기
- 키예프 루스의 기독교화